# Kelly Clarkson
Kelly Brianne Clarkson, ameriška pevka, tekstopiska in igralka, * 24. april 1982, Forth Worth, Teksas, Združene države Amerike.
Rodila se je v Forth Worthu v Teksasu in se kasneje preselila v Burleson v Teksasu. V srednji šoli je bila pevka, ki je pela po hodnikih, kasneje pa so jo učitelji povabili v šolski pevski zbor. Njena udeležba v zboru in glasbena aktivnost sta jo spodbujala v njeno korist in zapisala njeno kariero. In sledila je njena težka matura in potem je bila premeščena v Los Angeles v Kaliforniji. Kelly je igrala tudi na televiziji; imela je stransko vlogo v seriji Sabrina, mala čarovnica. Po tem, ko je njeno stanovanje v Los Angelesu zgorelo, se je vrnila v Teksas, ampak še vedno odločena nadaljevati kariero in pokazati sposobnosti.
Kelly je zaslovela na takrat prvič predvajani televizijski oddaji Ameriški idol, kjer je zmagala. Preden je odšla na ta šov, je opravljala raznolika dela. Delala je kot natakarica koktejlov, promocijsko dekle za Red Bull, igrala v filmskem gledališču From Justin to Kelly, bila je prodajalka telefonov, prodajala sesalnike od vrat do vrat itd.
Leta 2002 je bila skupaj z 10.000 ljudmi sprejeta na avdicijo za oddajo Ameriški idol. Njen glas in osebnost je opazil sodnik in jo izbral za naslednji krog. Na osnovi teh dveh lasnosti je pristala med prvih 30. Kelly se je uvrstila med najboljših 10. 4. septembra je dobila 58 odstotkov glasov občinstva in se v finalu pomerila z Justin Guarini. 
Njena prva pesem po zmagi na avdiciji je bila posneta 5. oktobra 2002. Dobila je plaketo za prodanih 2 milijona zgoščenk. Leta 2004 je prejela grammyevo nominacijo za najboljšo žensko izvajalko popa.
Leta 2004 je Kelly izdala album z naslovom Breakaway, ki je prejel pohvale kritikov; tako kot njeni drugi albumi. Kelly je prodala več kot milijon izvodov svojih albumov in se tako vpisala na seznam 10 najbolj prodanih zgoščenk po svetu. Uvrstila se je tudi na lestvico Hot 100 s singloma Breakaway in Since U Been Gone. Pojavila se je kot glasbeni gost na festivalu Night love 12. februarja 2005.